# Electrod de lucru

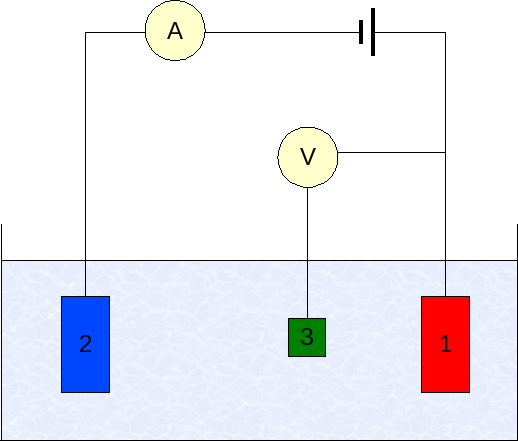
Sistem de măsură tri-electrod:
1) electrod de lucru
2) electrod auxiliar
3) electrod de referință.

Electrodul de lucru este folosit într-un sistem electrochimic pentru măsurarea și caracterizarea unor reacții chimice de interes. Un electrod de lucru este îndeobște utilizat în combinație cu electrozi auxiliari și electrozi de referință, formând împreună un sistem de măsură tri-electrod. În funcție de natura reacției examinate, se deosebesc electrozi catodici și elecrozi anodici, după cum reacția este de reducere sau de oxidare. Electrozii de lucru comuni sunt fabricați din materiale cum ar fi aur, argint, platină sau din carbon inert, ca de exemplu carbonul sticlos și carbonul pirolitic.Pentru cercetarea de molecule organice în soluții sau a ionilor metalici, sunt utilizați electrozi de lucru modificați chimic.

## Tipuri speciale de electrozi de lucru
- Ultramicroelectrod (UME)
- Electrod cu disc rotitor (EDR)
- Electrod cu inel disc rotitor (EIDR)
- Electrod cu picătură de mercur (EPM)